# Araneus albotriangulus
Araneus albotriangulus är en spindelart som först beskrevs av Eugen von Keyserling 1887.  Araneus albotriangulus ingår i släktet Araneus och familjen hjulspindlar. Inga underarter finns listade i Catalogue of Life.

## Bildgalleri

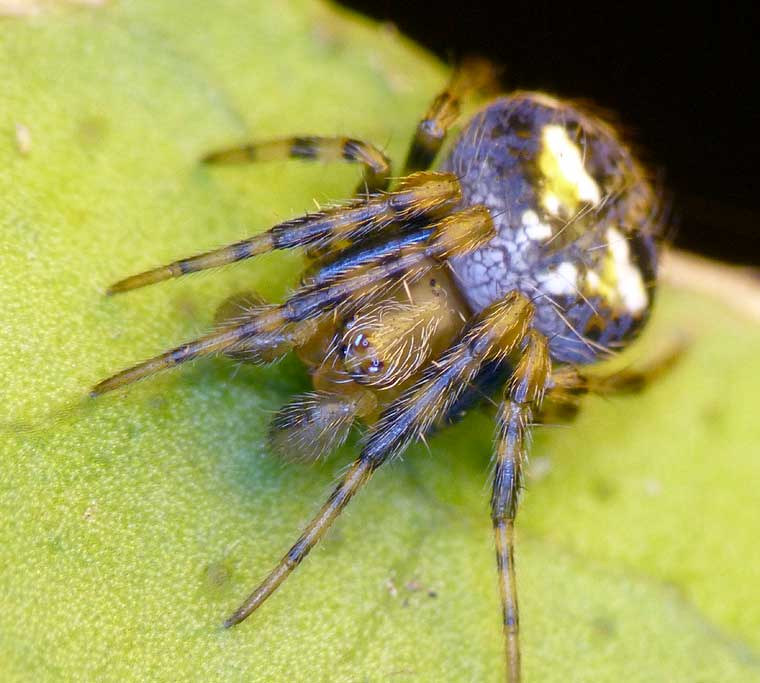
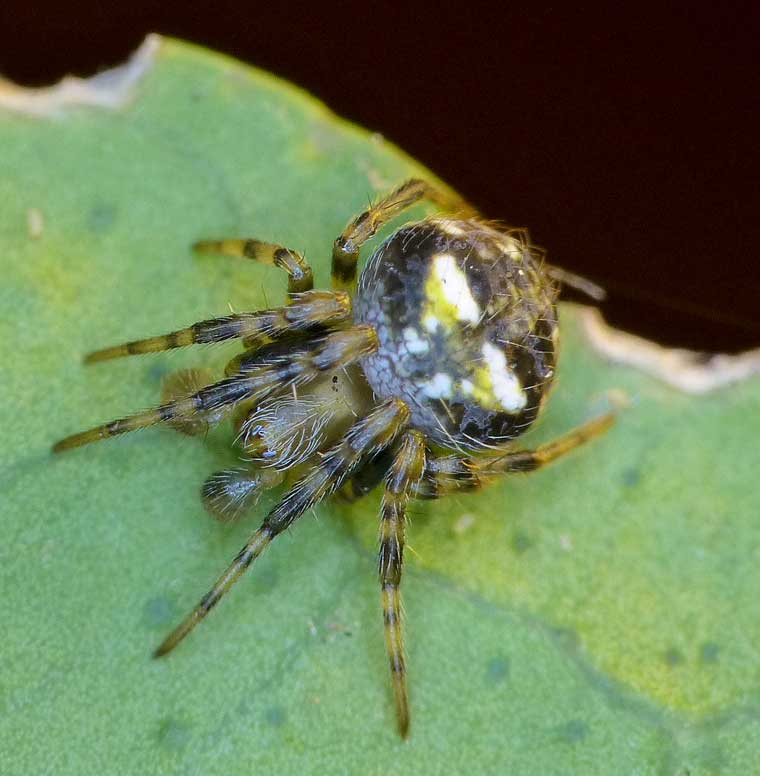